# Генеральный прокурор Бутана
Генеральный прокурор Бутана — глава Генеральной прокуратуры Бутана (англ. Office of the Attorney General of Bhutan, Dzongkha: རྩོད་དཔོན་ཡོངས་ཁྱབ་ཡིག་ཚང་; Wylie: rtsong-dpon yongs-khyab yig-tshang), которая является юридическим подразделением исполнительной ветви власти (правительства Бутана). До 30 июня 2006 года эта должность именовалась «Директор Генеральной прокуратуры» (англ. Director of the Office of Legal Affairs). В соответствии с Конституцией Бутана 2008 года, Генеральный прокурор назначается королём Бутана по представлению премьер-министра. Статус Генеральной прокуратуры определён Законом о Генеральном прокуроре 2006 года, впоследствии включённом в Конституцию страны. В соответствии с Законом, Генеральный прокурор является представителем правительства в судебной системе Бутана, а также готовит законопроекты для внесения в парламент и обзоры законодательства.

## Генеральная прокуратура Бутана
Генеральная прокуратура Бутана была создана в 1999 году как «Управление по правовым вопросам» по рекомендации Специальной рабочей группы по повышению эффективности государственного управления. Управление по правовым вопросам было официально учреждено законом 14 апреля 2000 года в качестве центрального правого агентства правительства. В 2000 году Управление начало брать на себя функции прокурора, которые до того времени относились к компетенции Секретариата Королевской гражданской службы и правопорядка Министерства внутренних дел Бутана. Политика и решения Управления руководствовались во время его ранних лет Технического задания, выданных Советом министров в 2002 году.
30 июня 2006 года Управление по правовым вопросам был заменено Генерального прокуратурой Бутана, которая существует до настоящего времени. Согласно Закону о Генеральной прокуратуре 2006 года, Генеральная прокуратура является независимым органом, ответственным за консультирование правительства, представление его в судебной системе Бутана, в том числе в правоохранительных органах, разработку и анализ законодательства.
Закон о Генеральной прокуратуре 2006 года в полном объёме включён в Конституцию Бутана 2008 года, которая включает в задачи Генерального прокурора возбуждение уголовных дел, обеспечение беспристрастности судебного процесса, и распространение правовой информации среди населения. Генеральный прокурор также готовит законопроекты для представления в парламент, обзоры законодательства и консультирует все уровни власти по вопросам, касающимся судебных решений.
Функции Генеральной прокуратуры в сфере надзора и судопроизводства в настоящее время осуществляет её Управление надзора и судопроизводства. При принятии решения о возбуждении уголовного дела по законодательству Бутана, это Управление оценивает, существует ли убедительные доказательства состава преступления. При выявлении состава преступления, дело подвергается «тесту на доказуемость» и «тесту на общественную значимость». «Тест на доказуемость» требует достаточных улик для осуждения обвиняемого, чтобы обвинительный приговор мог вынести «любой беспристрастный судья». В свою очередь, «Тест на общественную значимость» требует подтверждения, что обвинение не окажет отрицательного последствия на общественность.

## Подразделения Генеральной прокуратуры
Генеральная прокуратура делится на управления и отделы; эти подразделения курирует заместитель генерального прокурора, который подотчётен Генеральному прокурору.
- Административно-финансовый отдел
- Управление обзоров и разработки законопроектов
  - Отдел обзоров; Отдел разработки законопроектов
- Управление правового обслуживания
  - Внутренние вопросы; Международный отдел
- Отдел политики и планирования
- Управление надзора и судопроизводства
- Гражданские дела; Уголовные дела
- Управление исследований и ИТ
  - Отдел исследований; ИТ-отдел
- Управление документации и архивов.

## Список Генеральных прокуроров Бутана
До 30 июня 2006 года эта должность именовалась «Директор Генеральной прокуратуры» (англ. Director of the Office of Legal Affairs)
| Порядок | Генеральный прокурор                  | Пребывание в должности             |
| ------- | ------------------------------------- | ---------------------------------- |
| 1       | дашо Таши Пхунцог                     | 1 января 2000 — 7 сентября 2001    |
| 2       | Куэнлей Церинг                        | 7 сентября 2001 — 6 марта 2006     |
| 2.1     | Пема Ринцин, исполняющий обязанности  | 6 марта 2006 — 26 апреля 2006      |
| 3       | Дамчо Дорджи                          | 26 апреля 2006 — 30 июня 2006      |
| 4       | Дамчо Дорджи                          | 25 сентября 2006 — 22 августа 2007 |
| 4.1     | Карма Лхуцхи, исполняющий обязанности | 22 августа 2007 — июль 2008        |
| 5       | Риндзин Пенджор                       | июль 2008 — 14 мая 2010            |
| 6       | Пхунцо Вангди (англ. Phuntsho Wangdi) | 14 мая 2010 — 22 мая 2015          |
| 7       | Шера Лхендуп (англ. Shera Lhendup)    | 22 мая 2015 — настоящее время      |